# Olympische Sommerspiele 1964/Radsport – Mannschaftszeitfahren Straße (Männer)
Das Mannschaftszeitfahren der Männer bei den Olympischen Spielen 1964 in Tokio fand am 14. Oktober 1964 statt.
Austragungsort war der 36,631 Kilometer lange Hachiōji-Rundkurs, den es drei Mal zu durchfahren galt. Somit ergab sich eine Gesamtlänge von 109,893 km. Der Start befand sich vor dem Bahnhof Takao.
Insgesamt nahmen 33 Nationen mit jeweils 4 Athleten teil.

## Ergebnisse
| Rang | Nation             | Athleten                                                                                     | Zeit         |
| ---- | ------------------ | -------------------------------------------------------------------------------------------- | ------------ |
| 1    | Niederlande        | Evert Dolman Gerben Karstens Jan Pieterse Bart Zoet                                          | 2:26:31,19 h |
| 2    | Italien            | Severino Andreoli Luciano Dalla Bona Pietro Guerra Ferruccio Manza                           | 2:26:55,39 h |
| 3    | Schweden           | Sven Hamrin Erik Pettersson Gösta Pettersson Sture Pettersson                                | 2:27:11,52 h |
| 4    | Argentinien        | Héctor Acosta Roberto Breppe Delmo Delmastro Rubén Placánica                                 | 2:27:58,55 h |
| 5    | Sowjetunion        | Juri Melichow Anatoli Olisarenko Alexei Petrow Gainan Saidchuschin                           | 2:28:26,48 h |
| 6    | Frankreich         | Marcel-Ernest Bidault Georges Chappe André Desvages Jean-Claude Wuillemin                    | 2:28:52,74 h |
| 7    | Dänemark           | Flemming Hansen Henning Petersen Ole Pedersen Ole Ritter                                     | 2:29:10,33 h |
| 8    | Spanien            | José Ramón Goyeneche José Manuel López Rodríguez Mariano Díaz Luis Pedro Santamarina         | 2:30:55,26 h |
| 9    | Rumänien           | Gheorghe Bădără Constantin Ciocan Ion Cosma Emil Rusu                                        | 2:31:22,96 h |
| 10   | Uruguay            | Wilde Baridón Vid Cencic Francisco Pérez Ricardo Vázquez                                     | 2:31:36,74 h |
| 11   | Polen              | Andrzej Bławdzin Józef Beker Jan Magiera Rajmund Zieliński                                   | 2:31:44,70 h |
| 12   | Ungarn             | János Juszkó András Mészáros László Mahó Ferenc Stámusz                                      | 2:32:19,96 h |
| 13   | Belgien            | Leopold Heuvelmans Roland De Neve Roland Van De Rijse Albert Van Vlierberghe                 | 2:32:54,40 h |
| 14   | Deutschland        | Burkhard Ebert Gunter Hoffmann Peter Glemser Immo Rittmeyer                                  | 2:33:37,45 h |
| 15   | Großbritannien     | Bob Addy Mike Cowley Derek Harrison Colin Lewis                                              | 2:34:31,94 h |
| 16   | Schweiz            | Erwin Jaisli Hans Lüthi Louis Pfenninger René Rutschmann                                     | 2:34:39,19 h |
| 17   | Mexiko             | Adolfo Belmonte Antonio Duque Moises López Porfirio Remigio                                  | 2:38:14,55 h |
| 18   | Neuseeland         | Laurie Byers Arthur Candy Max Grace Richard Johnstone                                        | 2:38:37,35 h |
| 19   | Japan              | Takehisa Katō Masashi Ōmiya Yoshio Shimura Hirotsugu Fukuhara                                | 2:40:13,27 h |
| 20   | Vereinigte Staaten | Michael Hiltner John Allis Mike Allen Wes Chowen                                             | 2:40:30,13 h |
| 21   | Kolumbien          | Rubén Gómez Pablo Hernández Javier Suárez Pedro Sánchez                                      | 2:40:59,99 h |
| 22   | Iran               | Davoud Akhlagi Mashallah Amin Sorour Sayed Esmail Hosseini Akbar Poudeh                      | 2:43:39,16 h |
| 23   | Mongolei           | Jandschingiin Baatar Luwsangiin Erchemdschamts Luwsangiin Buudai Tschoidschildschawyn Samand | 2:48:55,57 h |
| 24   | Südkorea           | An Byeong-hun Cho Sung-hwang Hong Seong-ik Lee Seon-bae                                      | 2:52:18,39 h |
| 25   | Taiwan             | Deng Chueng-hwai Her Jong-chau Shue Ming-shu Yang Rong-hwa                                   | 2:53:28,59 h |
| 26   | Äthiopien          | Suleman Ambaye Fisihasion Ghebreyesus Yemane Negassi Mikael Saglimbeni                       | 2:53:52,25 h |
| 27   | Kambodscha         | Ret Chhon Khem Son Van Son Yi Yuong                                                          | 2:56:59,87 h |
| 28   | Thailand           | Suwan Kerd-Orn Vitool Charoenrut Taworn Jirapan Chainarong Sophonpong                        | 2:57:04,72 h |
| 29   | Philippinen        | Norberto Arceo Daniel Olivares Cornelio Padilla Arturo Romeo                                 | 2:59:58,60 h |
| 30   | Hongkong           | Chow Kwong Choi Chow Kwong Man Mok Sau Hei Michael Watson                                    | 3:03:26,10 h |
| 31   | Südvietnam         | Huỳnh Anh Nguyễn Văn Khoi Nguyễn Văn Ngan Trần Văn Nen                                       | 3:08:59,35 h |
| 32   | Malaysia           | Tjow Choon Boon Ng Joo Pong Choy Mow Thim Arulraj Rosli                                      | 3:11:47,02 h |
|      | Indien             | Amar Singh Billing Dalbir Singh Gill Chetan Singh Hari Amar Singh Sokhi                      | DNF          |